# Комарницький Віталій Станіславович
Віталій Станіславович Комарницький (* 2 серпня 1981, Вінниця) — український футболіст, який виступав на позиціях центрального півзахисника та флангового захисника. Нині тренер.

## Клубна кар'єра
Вихованець ДЮСШ «Ниви» з рідної Вінниці. Перший тренер — Юліан Павлович Мисак.
Професійні виступи розпочав 1997 року у складі клубу «Фортуна» з Шаргорода, що брав участь у змаганнях другої ліги чемпіонату України 1997/98.
На початку 1998 року перейшов до основного складу вінницької «Ниви», а наприкінці того ж року вирішив продовжити футбольну кар'єру в Ізраїлі.
Переїхавши до Ізраїлю, розпочав виступи за «Хапоель» з Петах-Тікви, згодом проходив оглядини в інших місцевих клубах, однак більшу частину часу, проведеного у країні, виступав за середняк «Маккабі» з міста Рішон-ле-Ціон.
Надіям на те, що виступи в Ізраїлі стануть містком до продовження кар'єри в одному з провідних європейських чемпіонатів, не довелося збутися і 2003 року Комарницький повертається до України. Спочатку укладає контракт з дніпропетровським «Дніпром», однак, відігравши у складі команди лише декілька ігор на старті сезону 2003/04, припиняє потрапляти до основного складу і під час зимового міжсезоння переїжджає до Харкова.
У Харкові розпочинає виступи у першій лізі за «Металіст», разом з командою по результатах сезону 2003/04 повертається до вищої ліги.
Однак 2005 рік гравець знову розпочинає у першій лізі, цього разу у складі харківського «Арсенала». І знов таки за півроку йому вдається повернутися до «еліти» — по результатах сезону 2004/05 «Арсенал» виборює право виступати у вищій лізі чемпіонату. Команда була перетворена на ФК «Харків», за який став виступати і Комарницький. Протягом наступних 4 сезонів «городяни» виступали у вищій лізі, а Комарницький став ключовим гравцем основного складу і був обираний капітаном команди.
За результатами сезону 2008/09 ФК «Харків» втрачає «прописку» у вищому дивізіоні і команду залишає велика група досвідчених гравців. Комарницький з липня 2009 року продовжує виступи у вищій лізі у складі криворізького «Кривбаса», зайнявши у команді проблемну позицію правого захисника.
На початку 2010 року виставлений своїм новим клубом на трансфер, після чого уклав контракт з першоліговим «Закарпаттям». В ужгородському клубі Комарницький швидко став основним гравцем і у сезоні 2011/12 допоміг команді виграти першу лігу і повернутись до Прем'єр-ліги. Проте на початку липня 2012 року в команді відбулися серйозні кадрові зміни і Комарницький покинув закарпатський клуб.
У вересні 2012 року на правах вільного агента підписав контракт з першоліговим «Геліосом», який став для Комарницького четвертим харківським клубом в кар'єрі. Наприкінці червня 2017 року вирішив завершити кар'єру професіонального футболіста

## Виступи за збірні
Викликався до юнацьких та молодіжних збірних команд України.
Входив до складу юнацької збірної України 1981 року народження, яка зайняла друге місце на Чемпіонаті Європи серед юнаків віком до 18 років, що проходив 2000 року у Німеччині, програвши по ходу турніру лише одну гру — фінальний матч французьким одноліткам.

## Досягнення
- Срібний призер Чемпіонату Європи серед юнаків віком до 18 років: 2000
- Срібний призер першої ліги: 2003/04
- Переможець першої ліги: 2011/12